# Kongress & Theaterhaus Bad Ischl

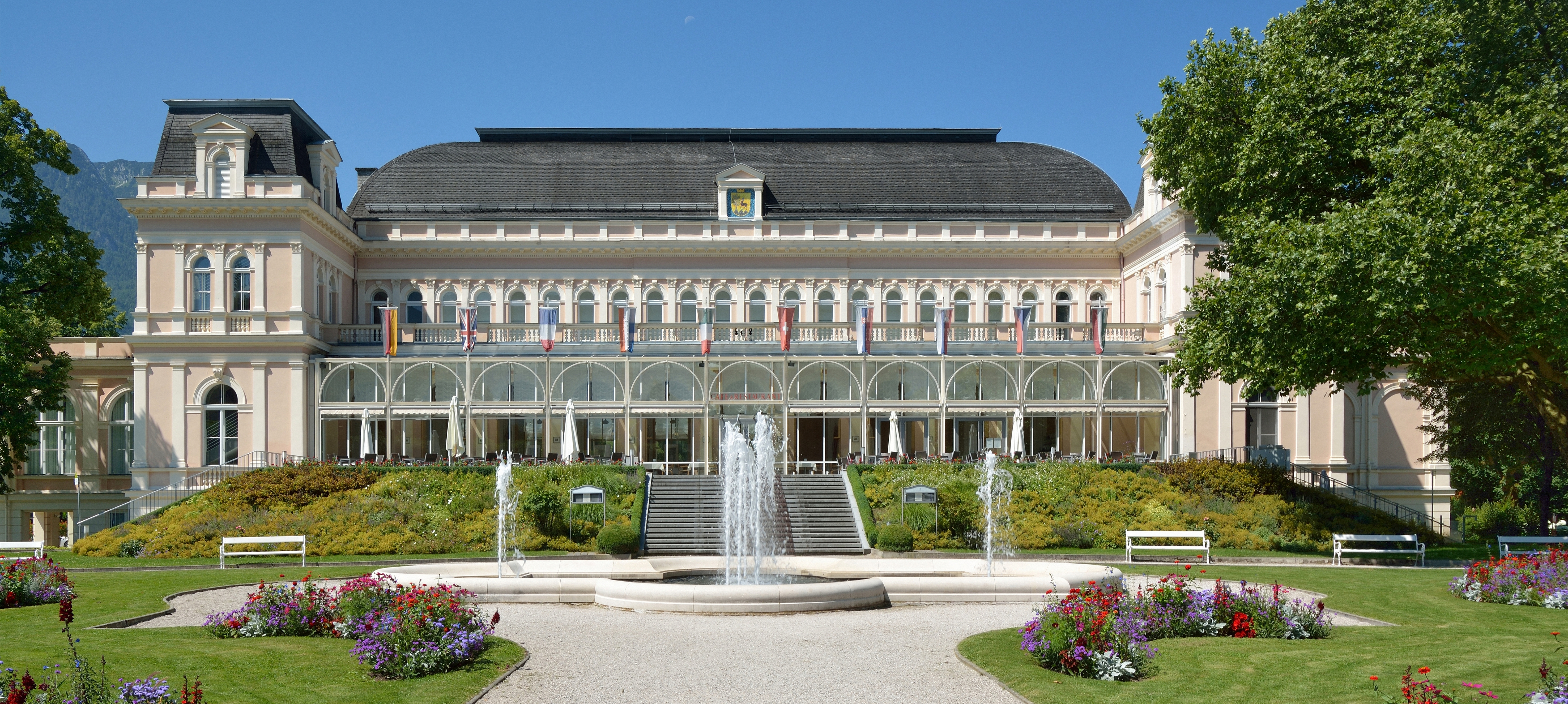
Das ehemalige Kurhaus, jetzt Kongress & Theaterhaus

Das Kongress & Theaterhaus (ehemals Kurhaus) in Bad Ischl, Oberösterreich, wurde zwischen 1873 und 1875 vom Architekten Hyazinth Michel (1846–1904) erbaut.
Durch die kaiserliche Sommerresidenz in Bad Ischl und die zahlreichen Gäste aus Wissenschaft, Kultur und durch das Kaiserhaus wurde ein Kurhaus nötig, um Konzerte und Bälle zu deren Unterhaltung abzuhalten. Die Marktgemeinde kaufte dazu 1872 das sogenannte „Pfifferlingfeld“ und errichtete dort das Kurhaus.
1965 zerstörte ein verheerender Brand das Gebäude weitgehend, lediglich der Theatersaal wurde von den Flammen verschont. Nach Beschluss der Stadt wurde das Haus aber nahezu identisch wieder aufgebaut und behielt somit seinen Stil und das Flair der Kaiserzeit.
1997 restaurierte man das Gemäuer dann völlig und benannte es in „Kongress & Theaterhaus“ um.
Heute finden im Kongress- & Theaterhaus Bälle, Kulturveranstaltungen und verschiedene Aufführungen des bekannten Lehár Festival Bad Ischl statt.